# The Sex is in The Heel
«The Sex is in The Heel» —en español: «El sexo es en el talón»— es una canción interpretada por la artista estadounidense Cyndi Lauper. La canción está compuesta por ella, para el musical Kinky Boots The Musical, fue lanzado como un EP de seis remix de la canción el 17 de julio de 2012, a través de las tiendas de iTunes y Amazon. El tema no será parte del próximo álbum de la cantante.

## Antecedentes
Después se utilizó una versión demo de la canción en un video especial para Cyndi Lauper en el Festival de Cine de Cannes, los rumores comenzaron a surgir que este sería el nuevo sencillo de Lauper. Unos días más tarde, el productor musical Richard Morel, quien ha trabajado con Cyndi a su hit número 1 "Same Ol' Story", lanzado como sencillo en 2008, dijo que estaba trabajando con Cyndi en una nueva canción, y que esta se llamaría "The Sex is in The Heel" y debe ser lanzado en el verano. Poco después de que el productor reveló detalles de la canción, Cyndi por su Twitter confirmó que había una sola que sea lanzado para promover el musical.

## Composición
La composición de "The Sex is in The Heel" retrata lo que ocurre en una fábrica de calzado tradicional que se va a la quiebra y para evitar este evento, una drag queen es contratado para cambiar el curso de la fábrica. La canción fue escrita originalmente por Cyndi, para su uso en la música, así como varios otros. ¿Qué tan bien esto expresa cierta manera lo que es el musical, fue elegido para ser registrado por Lauper y será lanzado para promover el espectáculo.

## Recepción
El 21 de junio de 2012, el sitio Pop Watch publicó en exclusiva en su página de la canción para que todos lo oyeran. Pocos días después, la canción fue lanzado digitalmente de manera gratuita en el sitio oficial de música. Poco después de esto, Cyndi anunció que la banda optó por poner a disposición de forma gratuita a sus fanes y lanzar un EP con la banda y algunos remixes. Este fue lanzado el 17 de julio y obtuvo un rendimiento de ventas regular en iTunes y Amazon. Después de todo, la canción recibió prácticamente ninguna promoción. "The Sex is in The Heel" debutó en el puesto 45 en Hot Dance Club Play el 14 de julio. En su segunda semana en la lista, la canción pasó de la posición 45 a 35. El sencillo obtuvo la sexta posición en su novena semana.

## Presentación en vivo
La primera actuación de la canción fue en un evento poco después del desfile gay en Nueva York, el 24 de julio. Cyndi interpretó la canción con botas rojas que llevaban a sus muslos, junto con bailarines vestidos de rojo con alas de ángel. Entre el público había más de 4.000 personas. Después de casi un mes, Cyndi interpretó la canción en el Millennium Park en Chicago, como parte de un evento de Broadway, para promover el musical. El evento contó con más de 10 mil personas. El 6 de septiembre, Cyndi asistido a un evento promivodo la famosa marca de zapatos Manolo Blahnik. Allí realizó parte de uno de sus más grandes éxitos, True Colors y también vie está en el talón. Cyndi también participará en la Semana de la Moda de Nueva York, que se abrirá el show de Betsey Johnson e interpretó la canción.

## Posicionamiento
| Listas (2012)          | Mejor posición |
| ---------------------- | -------------- |
| US Hot Dance Club Play | 6              |